# CA Bordj Bou Arreridj
Chabab Ahly Bordj Bou Arréridj (arab. شباب أهلي برج بوعريريج) w skrócie CA Bordj Bou Arréridj – – algierski klub piłkarski z siedzibą w Burdż Bu Urajridż, grający w drugiej, a niegdyś w pierwszej lidze algierskiej.

## Sukcesy
- II liga[1]:
  - mistrzostwo (6): 1997/1998, 2000/2001, 2011/2012.

- Puchar Algierii[2]:
  - finał (1): 2009.

## Stadion
Domowe mecze klub rozgrywa na stadionie o nazwie Stade 20 Août 1955 w Burdż Bu Urajridż. Stadion może pomieścić 20000 widzów.